# Bătălia de la Gumbinnen
Bătălia de la Gumbinnen, inițiată de forțele Imperiului German la 20 august 1914, a fost o ofensivă germană de pe Frontul de Est în timpul Primului Război Mondial. Din cauza grabei în care a fost executat atacul german, armata rusă a ieșit victorioasă.

## Context
La izbucnirea războiului, ordinele lui Maximilian von Prittwitz⁠(en)[traduceți] erau foarte stricte și clare: armata a VIII-a⁠(en)[traduceți] pe care o comanda trebuia să rămână pe poziție în Prusia Orientală, fără a încerca vreo acțiune ofensivă, întrucât toate eforturile germane trebuiau concentrate pe Frontul de Vest împotriva Franței, conform Planului Schlieffen. În plus, în cazul în care rușii își cresc presiunile, el era autorizat să se retragă până la Vistula, abandonând Prusia Orientală.
Armata a VIII-a era formată din patru corpuri: Corpul I⁠(en)[traduceți] (Hermann von François), XVII Corps⁠(en)[traduceți] (August von Mackensen), Corpul I Rezervă (Otto von Below) și Corpul XX⁠(en)[traduceți] (Friedrich von Scholtz⁠(en)[traduceți]), plus Divizia I Cavalerie⁠(en)[traduceți], în fața Armatei I Ruse⁠(en)[traduceți] (Paul von Rennenkampf) și a Armatei a II-a ruse (Alexandr Samsonov). Rușii se bucurau de un considerabil avantaj numeric, dar erau limitați de deficiențe importante în domeniul aprovizionării și comunicațiilor.
François era convins că pregătirea și armamentul superioare ale germanilor compensau diferența numerică, și cerea o acțiune ofensivă. În ziua de 17, din proprie inițiativă și fără ordin, a inițiat un atac împotriva Armatei I rusă în bătălia de la Stallupönen. Înainte de a se retrage la Gumbinnen⁠(en)[traduceți] după bătălie, corpul său produsese rușilor 5.000 de victime și luase 3.000 de prizonieri.

## Atacul german și retragerea

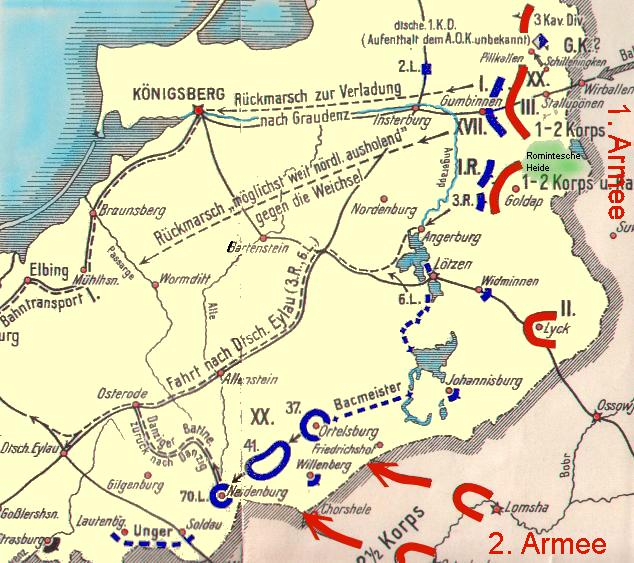
Harta bătăliei și retragerea germană

Cu acest succes, François l-a convins pe Prittwitz să lanseze o ofensivă împotriva Armatei I Ruse, în timp ce Armata a II-a era încă departe spre sud. François a susținut că soldații săi, dintre care mulți erau localnici est-prusaci, ar fi demoralizați dacă s-ar retrage și și-ar lăsa teritoriul rușilor, și ca rușii nu erau atât de puternici pe cât păreau. Un mesaj radio necodat îi susținea evaluarea.
Prittwitz s-a lăsat convins, și a hotărât să-l atace pe Rennenkampf cât se poate de curând, trimițând 150.000 de germani împotriva a 200.000 de ruși. Această decizie contravenea ordinelor lui Helmuth von Moltke, șeful Statului Major German, care a exclus explicit orice ofensivă pe Frontul de Est înainte ca Franța să fie învinsă în vest.
La 19 august, cavaleria rusă a intrat în contact cu un regiment german de infanterie lângă Gumbinnen. În loc să se retragă, rușii au descălecat și au adus artileria pentru a continua lupta, împingându-i pe germani înapoi. Ei au pierdut însă 400 de oameni și, după ce și-au consumat mare parte din muniție, a trebuit și ei să se retragă. A fost semnalul pe care îl aștepta François, care l-a convins pe Prittwitz să lanseze un contraatac a doua zi. Cu aprobarea lui Prittwitz, François a început să deplaseze Corpul I înainte chiar în acea noapte, întărit de Divizia I Cavalerie.
La orele 04:00 în dimineața de 20 august, Corpul I a atacat Divizia 28 Rusă, care s-a apărat cu artileria. Rușii sufereau însă permanent de lipsă de provizii, și și-au consumat rapid muniția, ceea ce i-a lăsat la mila artileriei germane, care i-a obligat să se retragă 8 km la începutul după-amiezii. Liniile au fost stabilizate de sosirea Diviziei 29 Ruse, și bătălia s-a transformat într-un blocaj.
Spre sud, Corpul XVII al lui Mackensen și Corpul I Rezervă al lui Below încă înaintau și nu erau gata de luptă. Aflând de acțiunile lui von François din nord, von Mackensen a atacat Corpul III al lui Rennenkampf la orele 08:00, dar von Below nu i s-a putut alătura decât la prânz. Rușii din această zonă erau conștienți de intențiile rușilor din cauza atacului lui von François, și și-au petrecut timpul pregătindu-se de asalt și mutându-și artileria grea. La început, înaintarea germană a mers bine, dar s-a oprit după ce a început tirul de artilerie rus, iar rușii au reușit să-și întoarcă flancurile și să-i oblige să se retragă în dezordine pe linia Insterburg-Angerburg, lăsând 6.000 de prizonieri în mâinile rușilor.
„Neobișnuita imagine a unor soldați germani învinși fugind în grupuri înapoi l-a tulburat pe Prittwitz”, care se temea că armata sa va fi prinsă între Rennenkampf și Samsonov, deși cel dintâi nu părea dornic să urmărească trupele germane ce se retrăgeau. Prittwitz a intrat în panică și, cu o hotărâre disproporționată față de gravitatea situației, a ordonat o retragere generală până la Vistula, lăsând toată Prusia Orientală în mâinile rușilor.

## Reacția lui Helmuth von Moltke
Panica lui Prittwitz l-a afectat pe Moltke, care se temea că Berlinul însuși ar putea fi amenințat de înaintarea rusească. Șeful Statului Major a reacționat demițându-i pe Prittwitz și pe adjunctul său, Waldersee, și înlocuindu-i cu Paul von Hindenburg și cu Erich Ludendorff. El a transferat și câteva divizii de pe Frontul de Vest, decizie considerată în general a fi una greșită, întrucât a slăbit înaintarea germană prin Belgia ce avea scopul de a flanca și distruge armata franceză.
Un rezultat aparent minor al bătăliei avea să aibă însă efecte de durată. După bătălie, asupra unui ofițer rus mort a fost găsită o notă ce sublinia mare parte din planurile rușilor pentru campanie. După cum își amintea Hindenburg:
„„Ne-a spus că armata lui Rennenkampf urma să ocolească Lacurile Mazuriene pe la nord și să înainteze contra liniei Insterburg-Angerburg. Urma să atace forțele germane pe care le bănuia că se află în spatele Angerappului, în timp ce armata Narew [a lui Samsonov] urma să treacă linia Lotzen-Ortelsburg pentru a-i prinde pe germani în flanc.””
Înarmați cu aceste informații, Hindenburg și Ludendorff au oprit retragerea germană și s-au hotărât să preia inițiativa, ceea ce a avut ca rezultat bătălia de la Tannenberg, una dintre cele mai mari victorii ale Germaniei.